# Mizuno
Mizuno Corporation (ミズノ株式会社, legally 美津濃株式会社 Mizuno Kabushiki-gaisha) (TYO: 8022
) er en japansk producent af sportsudstyr og sportstøj. Den blev etableret i Osaka i 1906 af Rihachi Mizuno. Mizunos produkter er til bordtennis, badminton, golf, baseball, mixed martial arts, fodbold, futsal, judo, rugby, løb, skisport, atletik, svømning, tennis og volleyball.